# Louis Kuehn
Louis Edward "Lou" Kuehn, född 2 april 1901 i Portland i Oregon, död 30 mars 1981 i West Linn i Oregon, var en amerikansk simhoppare.
Kuehn blev olympisk guldmedaljör i svikthopp vid sommarspelen 1920 i Antwerpen.